# Scatella williamsi
Scatella williamsi är en tvåvingeart som först beskrevs av Wirth 1948.  Scatella williamsi ingår i släktet Scatella och familjen vattenflugor. Inga underarter finns listade i Catalogue of Life.